# Emel'janovskij rajon
L'Emel'janovskij rajon è un rajon (distretto) del kraj di Krasnojarsk, nella Russia siberiana centrale; il capoluogo è la cittadina di Emel'janovo.